# Samuel Labarthe
Samuel Labarthe (n. 16 mai 1962, Geneva, Geneva, Elveția) este un actor franco-elvețian de teatru, cinema și televiziune, fost rezident la Comédie-Française. Este cel mai bine cunoscut din 2013 pentru rolul comisarului Swan Laurence în Les Petits Meurtres d'Agatha Christie. El este, de asemenea, activ de o lungă perioadă de timp în dublarea vocilor din filme, în special vocea franceză a lui George Clooney, precum și una dintre vocile lui Liam Neeson. De asemenea, l-a dublat pe Javier Bardem în Skyfall.

## Filmografie

### Filme
- 1988: Mangeclous de Moshé Mizrahi: Solal
- 1990: Lacenaire de Francis Girod: l'abbé de Lusignan
- 1992: Le Zèbre de Jean Poiret: Nogaret
- 1992: L'Accompagnatrice de Claude Miller: Jacques Fabert
- 1994: Aux petits bonheurs de Michel Deville
- 1994: Priez pour nous de Jean-Pierre Vergne: Raoul Guidon de Repeygnac
- 1995: Arthur Rimbaud, l'homme aux semelles de vent de Marc Rivière: Édouard-Henri Lucereau
- 1998: Le Plus Beau Pays du monde de Marcel Bluwal: Rüdiger
- 1999: La Bûche de Danièle Thompson: Pierre
- 2000: Charmant Garçon de Patrick Chesnais: Hippolyte
- 2001: J'ai faim !!! de Florence Quentin: Kinetoterapeutul lui Lily
- 2002: Comme un avion de Marie-France Pisier: Simon
- 2002: Rue des plaisirs de Patrice Leconte: omul tăcut
- 2002: And Now... Ladies and Gentlemen de Claude Lelouch: trompetistul
- 2003: Les Égarés d'André Téchiné: Robert
- 2003: Le Divorce de James Ivory: Antoine de Persand
- 2005: Trois couples en quête d'orages de Jacques Otmezguine: Olivier
- 2006: L'École pour tous d'Éric Rochant: directorul
- 2008: Deux jours à tuer de Jean Becker: Étienne, avocatul
- 2008: Sagan de Diane Kurys: René Julliard
- 2010: Ces amours-là de Claude Lelouch: Horst, germanul frumos
- 2011: La Conquête de Xavier Durringer: Dominique de Villepin
- 2012: Bye Bye Maman, court-métrage de Keren Marciano: chirurgul estetic
- 2012: Ma bonne étoile d'Anne Fassio : Bernard Lacassagne
- 2014: Being George Clooney de Paul Mariano: el însuși
- 2016: Moka de Frédéric Mermoud: Simon

### Televiziune

#### Seriale televizate
- 1985: Les Amours des années cinquante (1 episod)
- 1987: Les Enquêtes Caméléon: Gill (episodul 1.02)
- 1994: Le Jardin des plantes de Philippe de Broca: Armand
- 1997: Le Grand Batre: Romain / Arnaut Cabreyrolle d'Azérac
- 2000: Vertiges: Christian (1 episod)
- 2000: Joséphine, ange gardien: Germain Dieuleveut (episodul 4.02)
- 2001: Love in a Cold Climate (mini-serie): Fabrice
- 2005: Alice Nevers, le juge est une femme: Stéphane Villemonde (episodul 4.1, La Petite marchande de fleurs )
- 2005: Boulevard du Palais: Jérôme Mondillet (episodul 2, sezonul 7, Autopsia unui cuplu)
- 2006: Les Bleus, premiers pas dans la police: Pierre Valenski (episodul 1.01)
- 2007: Sécurité intérieure (mini-serie): președintele Savin
- 2008: À droite toute (mini-serie): Lequesne
- 2008: Le Sanglot des anges (mini-serie): Adrien / Andrieu (3 episoade)
- 2008: RIS police scientifique (serie) (episodul 4.04, Anonimatul garantat): Dupré
- 2008: Paradis criminel (mini-serie): Gary Lemercier
- 2013 - 2020: Les Petits Meurtres d'Agatha Christie: Comisarul Laurence (27 episoade)
- 2017: Pădurea de Julius Berg : Gaspard Becker (6 episoade)
- 2017: Crimes parfaits de Christophe Douchand : Philippe Sevran (episodul Mise en scène)
- 2019: L'Art du crime (episodul La malédiction d'Osiris): André Jaumard
- 2020: Vestiaires (episoadele Dent pour Dent și Le Vampire) sezonul 9: Luc Rada
- 2020: De Gaulle, l’éclat et le secret de François Velle (mini-serie): Charles de Gaulle[1]

#### Telefilme
- 1989: Liberté, Libertés de Jean-Dominique de La Rochefoucauld: marchizul
- 1992: Taxi Girl de Jean-Dominique de La Rochefoucauld: Michel
- 1993: Prat et Harris de Boramy Tioulong: Harris
- 1994: L'Amour est un jeu d'enfant de Pierre Grimblat: Cyril Fournet
- 1994: La Corruptrice de Bernard Stora: doctorul Fortier
- 1995: Machinations de Gérard Vergez: François Stadler
- 1995: Un si joli bouquet de Jean-Claude Sussfeld: Luc
- 1995: L'Homme aux semelles de vent de Marc Rivière: Lucereau
- 1995: L'Allée du Roi de Nina Companeez: Louis de Mornay, marchizul de Villarceaux
- 1996: Flairs ennemis de Robin Davis: Mathias
- 1996: Le Crabe sur la banquette arrière de Jean-Pierre Vergne: L'Éditeur
- 1996: La Comète de Claude Santelli: Frédéric
- 1997: Le Diable en Sabots de Nicole Berckmans: Le Faucheux
- 1997: Le Grand Batre de Laurent Carcélès: Arnaut
- 1997: Le Président et la Garde-barrière de Jean-Dominique de La Rochefoucauld: Baron Hupert
- 1999: Le Voyou et le magistrat de Marc Rivière
- 2001: Un pique-nique chez Osiris de Nina Companeez: Ariel Cohen
- 2001: Des parents pas comme les autres de Laurence Katrian: Antoine
- 2004: La Bonté d'Alice de Daniel Janneau: Paul Crocetti
- 2005: Henry Dunant, du rouge sur la croix de Dominique Othenin-Girard: Daniel Dunant
- 2007: Premier suspect de Christian Bonnet: Frédéric Montvallon
- 2008: Marie-Octobre de Josée Dayan: Robert Cabris
- 2009: L'École du pouvoir de Raoul Peck
- 2010: Le Pain du diable de Bertrand Arthuys: doctorul Sirelli
- 2010: En cas de malheur de Jean-Daniel Verhaeghe: Sam
- 2010: Le Grand Restaurant de Gérard Pullicino: Un client din restaurant
- 2011: Dames de pique de Philippe Venault: prefectul
- 2011: Mort d'un président de Pierre Aknine: Jacques Chirac
- 2011: Les Belles-sœurs de Gabriel Aghion: David
- 2011: Un autre monde de Gabriel Aghion: Gabriel de Kerdiguen
- 2011: L'Âme du mal de Jérôme Foulon : Marco Deseo
- 2011: Saïgon, l'été de nos 20 ans de Philippe Venault: Édouard de Beauséjour
- 2012: Petits arrangements avec ma mère de Denis Malleval: Fabien
- 2012: Médecin-chef à la Santé d'Yves Rénier: Richard Vincent
- 2015: Crime à Aigues-Mortes de Claude-Michel Rome: Charles de Fontbrun
- 2015: A demain sans faute de Jean-Louis Lorenzi: Thibaut
- 2018: La Loi de Marion de Stéphane Kappes: Olivier Queyras
- 2020: César Wagner d'Antoine Garceau: Christian Haas
- 2021: Meurtres dans les 3 vallées: Julien Forest